# Pseudagrion hamulus
Pseudagrion hamulus – gatunek ważki z rodziny łątkowatych (Coenagrionidae).